# Darren Fletcher
Darren Barr Fletcher (Dalkeith, 1º febbraio 1984) è un allenatore di calcio, dirigente sportivo ed ex calciatore scozzese, di ruolo centrocampista, assistente tecnico del Manchester Utd.

## Caratteristiche
Era un interno di centrocampo che poteva essere schierato anche come mediano davanti alla difesa, dimostrando di essere un calciatore polivalente.
Nel 2000 è stato inserito nella lista dei migliori giovani stilata da Don Balón.

## Carriera

### Calciatore
Dopo essere cresciuto nelle giovanili del Manchester United, fa il suo esordio in prima squadra nel 2003; inizialmente gioca in posizione di ala destra, per poi spostarsi a giocare al centro del centrocampo come mediano.
Da allora ha collezionato diversi titoli con il Manchester United, guadagnandosi la stima dell'allenatore Alex Ferguson, sia per le sue doti calcistiche che per la sua fedeltà al club. Nel dicembre 2011 il Manchester United annuncia che Fletcher necessita di una pausa a tempo indeterminato dal calcio, per curare la malattia di Crohn che lo affligge.
Ad agosto 2012 torna in campo nella partita amichevole contro l'Aberdeen. Il 17 gennaio 2013 viene comunicato che Fletcher si è sottoposto ad un'operazione per risolvere i suoi problemi di salute, saltando il resto della stagione 2012-2013. Torna ad allenarsi nel luglio 2013, mentre il 15 dicembre dello stesso anno, nella partita Aston Villa-Manchester United, disputa la sua prima partita ufficiale dopo diversi mesi di inattività.
Nell'agosto 2014 viene nominato dal tecnico Louis van Gaal vice-capitano della squadra dopo Rooney, a seguito della partenza di Vidić e del ritiro di Ryan Giggs dall'attività agonistica. Esordisce in Premier League nella gara contro lo Swansea City disputata all'Old Trafford.
Il 2 febbraio 2015 si trasferisce al West Bromwich Albion, con cui firma un contratto fino al 2017. Lascia il Manchester United dopo 17 anni tra giovanili e prima squadra, avendo vinto 5 campionati inglesi, una Coppa d'Inghilterra, 3 Coppe di Lega, 6 Community Shield, una Champions League e una Coppa del mondo per club.
Fa il suo esordio con il West Bromwich Albion l'8 febbraio 2015, nella partita contro il Burnley, indossando la fascia da capitano. Il 4 febbraio 2017 festeggia le 300 presenze in Premier League.
Il 1º giugno 2017 firma un contratto con lo Stoke City, valido a partire dal 1º luglio successivo. Esordisce il 12 agosto nella gara contro l'Everton.
Comincia a giocare giovanissimo anche nella nazionale scozzese, con la quale esordisce ancora diciannovenne nel 2003. Il 26 maggio 2004 diventa il secondo giocatore più giovane ad aver indossato la fascia di capitano della propria nazionale, dopo il diciassettenne John Lambie nel 1885.

### Dirigente
Nel 2020 diventa assistente dall’ex compagno Ole Gunnar Solskjær al Manchester United; nel 2022 diventa il direttore tecnico dei Red Devils.

## Statistiche

### Presenze e reti nei club
| Stagione                 | Squadra                  | Campionato               | Campionato | Campionato | Coppe nazionali | Coppe nazionali | Coppe nazionali | Coppe continentali | Coppe continentali | Coppe continentali | Altre coppe | Altre coppe | Altre coppe | Totale | Totale |
| Stagione                 | Squadra                  | Comp                     | Pres       | Reti       | Comp            | Pres            | Reti            | Comp               | Pres               | Reti               | Comp        | Pres        | Reti        | Pres   | Reti   |
| ------------------------ | ------------------------ | ------------------------ | ---------- | ---------- | --------------- | --------------- | --------------- | ------------------ | ------------------ | ------------------ | ----------- | ----------- | ----------- | ------ | ------ |
| 2002-2003                | Manchester United        | PL                       | 0          | 0          | FACup+CdL       | 0+0             | 0+0             | UCL                | 2                  | 0                  | -           | -           | -           | 2      | 0      |
| 2003-2004                | Manchester United        | PL                       | 22         | 0          | FACup+CdL       | 5+0             | 0+0             | UCL                | 6                  | 0                  | CS          | 0           | 0           | 33     | 0      |
| 2004-2005                | Manchester United        | PL                       | 18         | 3          | FACup+CdL       | 3+1             | 0+0             | UCL                | 5                  | 0                  | CS          | 1           | 0           | 28     | 3      |
| 2005-2006                | Manchester United        | PL                       | 27         | 1          | FACup+CdL       | 3+4             | 0+0             | UCL                | 7                  | 0                  | -           | -           | -           | 41     | 1      |
| 2006-2007                | Manchester United        | PL                       | 24         | 3          | FACup+CdL       | 6+1             | 0+0             | UCL                | 9                  | 0                  | -           | -           | -           | 40     | 3      |
| 2007-2008                | Manchester United        | PL                       | 16         | 0          | FACup+CdL       | 1+0             | 2+0             | UCL                | 6                  | 0                  | CS          | 1           | 0           | 24     | 2      |
| 2008-2009                | Manchester United        | PL                       | 26         | 3          | FACup+CdL       | 3+1             | 0+0             | UCL                | 8                  | 0                  | CS+SU+CmC   | 1+1+2       | 0+0+1       | 42     | 3      |
| 2009-2010                | Manchester United        | PL                       | 30         | 4          | FACup+CdL       | 0+3             | 0+0             | UCL                | 7                  | 1                  | CS          | 1           | 0           | 41     | 5      |
| 2010-2011                | Manchester United        | PL                       | 26         | 2          | FACup+CdL       | 2+1             | 0+0             | UCL                | 7                  | 1                  | CS          | 1           | 0           | 37     | 3      |
| 2011-2012                | Manchester United        | PL                       | 8          | 1          | FACup+CdL       | 0+0             | 0+0             | UCL+UEL            | 2+0                | 1+0                | CS          | 0           | 0           | 10     | 2      |
| 2012-2013                | Manchester United        | PL                       | 3          | 1          | FACup+CdL       | 0+2             | 0+0             | UCL                | 5                  | 0                  | -           | -           | -           | 10     | 1      |
| 2013-2014                | Manchester United        | PL                       | 12         | 0          | FACup+CdL       | 1+3             | 0+0             | UCL                | 2                  | 0                  | CS          | 0           | 0           | 18     | 0      |
| 2014-gen. 2015           | Manchester United        | PL                       | 11         | 0          | FACup+CdL       | 1+0             | 0+0             | -                  | -                  | -                  | -           | -           | -           | 12     | 0      |
| Totale Manchester United | Totale Manchester United | Totale Manchester United | 223        | 18         |                 | 40              | 0               |                    | 66                 | 3                  |             | 8           | 0           | 337    | 21     |
| gen.-giu. 2015           | West Bromwich            | PL                       | 15         | 1          | FACup+CdL       | 0+0             | 0+0             | -                  | -                  | -                  | -           | -           | -           | 15     | 1      |
| 2015-2016                | West Bromwich            | PL                       | 38         | 1          | FACup+CdL       | 3+1             | 2+0             | -                  | -                  | -                  | -           | -           | -           | 42     | 3      |
| 2016-2017                | West Bromwich            | PL                       | 38         | 2          | FACup+CdL       | 1+1             | 0+0             | -                  | -                  | -                  | -           | -           | -           | 40     | 2      |
| Totale West Bromwich     | Totale West Bromwich     | Totale West Bromwich     | 91         | 4          |                 | 6               | 2               |                    | -                  | -                  |             | -           | -           | 97     | 6      |
| 2017-2018                | Stoke City               | PL                       | 25         | 1          | FACup+CdL       | 0+2             | 0+0             | -                  | -                  | -                  | -           | -           | -           | 26     | 1      |
| Totale carriera          | Totale carriera          | Totale carriera          | 339        | 23         |                 | 48              | 2               |                    | 66                 | 3                  |             | 8           | 0           | 461    | 28     |

### Presenze e reti in nazionale
| Cronologia completa delle presenze e delle reti in nazionale ― Scozia | Cronologia completa delle presenze e delle reti in nazionale ― Scozia | Cronologia completa delle presenze e delle reti in nazionale ― Scozia | Cronologia completa delle presenze e delle reti in nazionale ― Scozia | Cronologia completa delle presenze e delle reti in nazionale ― Scozia | Cronologia completa delle presenze e delle reti in nazionale ― Scozia | Cronologia completa delle presenze e delle reti in nazionale ― Scozia | Cronologia completa delle presenze e delle reti in nazionale ― Scozia |
| Data                                                                  | Città                                                                 | In casa                                                               | Risultato                                                             | Ospiti                                                                | Competizione                                                          | Reti                                                                  | Note                                                                  |
| --------------------------------------------------------------------- | --------------------------------------------------------------------- | --------------------------------------------------------------------- | --------------------------------------------------------------------- | --------------------------------------------------------------------- | --------------------------------------------------------------------- | --------------------------------------------------------------------- | --------------------------------------------------------------------- |
| 20-8-2003                                                             | Oslo                                                                  | Norvegia                                                              | 0 – 0                                                                 | Scozia                                                                | Amichevole                                                            | -                                                                     | 60’                                                                   |
| 11-10-2003                                                            | Glasgow                                                               | Scozia                                                                | 1 – 0                                                                 | Lituania                                                              | Qual. Euro 2004                                                       | 1                                                                     | 65’                                                                   |
| 15-11-2003                                                            | Glasgow                                                               | Scozia                                                                | 1 – 0                                                                 | Paesi Bassi                                                           | Qual. Euro 2004                                                       | -                                                                     |                                                                       |
| 19-11-2003                                                            | Amsterdam                                                             | Paesi Bassi                                                           | 6 – 0                                                                 | Scozia                                                                | Qual. Euro 2004                                                       | -                                                                     |                                                                       |
| 18-2-2004                                                             | Cardiff                                                               | Galles                                                                | 4 – 0                                                                 | Scozia                                                                | Amichevole                                                            | -                                                                     | 86’                                                                   |
| 28-4-2004                                                             | Copenaghen                                                            | Danimarca                                                             | 1 – 0                                                                 | Scozia                                                                | Amichevole                                                            | -                                                                     |                                                                       |
| 27-5-2004                                                             | Tallinn                                                               | Estonia                                                               | 0 – 1                                                                 | Scozia                                                                | Amichevole                                                            | -                                                                     | Cap.                                                                  |
| 30-5-2004                                                             | Edimburgo                                                             | Scozia                                                                | 4 – 1                                                                 | Trinidad e Tobago                                                     | Amichevole                                                            | 1                                                                     |                                                                       |
| 18-8-2004                                                             | Glasgow                                                               | Scozia                                                                | 0 – 3                                                                 | Ungheria                                                              | Amichevole                                                            | -                                                                     | 74’                                                                   |
| 3-9-2004                                                              | Valencia                                                              | Spagna                                                                | 1 – 1                                                                 | Scozia                                                                | Amichevole                                                            | -                                                                     | 58’                                                                   |
| 8-9-2004                                                              | Glasgow                                                               | Scozia                                                                | 0 – 0                                                                 | Slovenia                                                              | Qual. Mondiali 2006                                                   | -                                                                     |                                                                       |
| 9-10-2004                                                             | Glasgow                                                               | Scozia                                                                | 0 – 1                                                                 | Norvegia                                                              | Qual. Mondiali 2006                                                   | -                                                                     |                                                                       |
| 13-10-2004                                                            | Chișinău                                                              | Moldavia                                                              | 1 – 1                                                                 | Scozia                                                                | Qual. Mondiali 2006                                                   | -                                                                     | 66’                                                                   |
| 4-6-2005                                                              | Glasgow                                                               | Scozia                                                                | 2 – 0                                                                 | Moldavia                                                              | Qual. Mondiali 2006                                                   | -                                                                     |                                                                       |
| 8-6-2005                                                              | Minsk                                                                 | Bielorussia                                                           | 0 – 0                                                                 | Scozia                                                                | Qual. Mondiali 2006                                                   | -                                                                     |                                                                       |
| 3-9-2005                                                              | Glasgow                                                               | Scozia                                                                | 1 – 1                                                                 | Italia                                                                | Qual. Mondiali 2006                                                   | -                                                                     |                                                                       |
| 7-9-2005                                                              | Oslo                                                                  | Norvegia                                                              | 1 – 2                                                                 | Scozia                                                                | Qual. Mondiali 2006                                                   | -                                                                     |                                                                       |
| 8-10-2005                                                             | Glasgow                                                               | Scozia                                                                | 0 – 1                                                                 | Bielorussia                                                           | Qual. Mondiali 2006                                                   | -                                                                     |                                                                       |
| 12-10-2005                                                            | Celje                                                                 | Slovenia                                                              | 0 – 3                                                                 | Scozia                                                                | Qual. Mondiali 2006                                                   | 1                                                                     |                                                                       |
| 12-11-2005                                                            | Glasgow                                                               | Scozia                                                                | 1 – 1                                                                 | Stati Uniti                                                           | Amichevole                                                            | -                                                                     |                                                                       |
| 1-3-2006                                                              | Glasgow                                                               | Scozia                                                                | 1 – 3                                                                 | Svizzera                                                              | Amichevole                                                            | -                                                                     |                                                                       |
| 11-5-2006                                                             | Kobe                                                                  | Scozia                                                                | 5 – 1                                                                 | Bulgaria                                                              | Amichevole                                                            | -                                                                     |                                                                       |
| 13-5-2006                                                             | Saitama                                                               | Giappone                                                              | 0 – 0                                                                 | Scozia                                                                | Amichevole                                                            | -                                                                     | 54’                                                                   |
| 2-9-2006                                                              | Glasgow                                                               | Scozia                                                                | 6 – 0                                                                 | Fær Øer                                                               | Qual. Euro 2008                                                       | 1                                                                     | 40’ 46’                                                               |
| 6-9-2006                                                              | Kaunas                                                                | Lituania                                                              | 1 – 2                                                                 | Scozia                                                                | Qual. Euro 2008                                                       | -                                                                     |                                                                       |
| 7-10-2006                                                             | Glasgow                                                               | Scozia                                                                | 1 – 0                                                                 | Francia                                                               | Qual. Euro 2008                                                       | -                                                                     |                                                                       |
| 11-10-2006                                                            | Kiev                                                                  | Ucraina                                                               | 2 – 0                                                                 | Scozia                                                                | Qual. Euro 2008                                                       | -                                                                     | 21’                                                                   |
| 30-5-2007                                                             | Vienna                                                                | Austria                                                               | 0 – 1                                                                 | Scozia                                                                | Amichevole                                                            | -                                                                     |                                                                       |
| 6-6-2007                                                              | Toftir                                                                | Fær Øer                                                               | 0 – 2                                                                 | Scozia                                                                | Qual. Euro 2008                                                       | -                                                                     | 68’                                                                   |
| 22-8-2007                                                             | Aberdeen                                                              | Scozia                                                                | 1 – 0                                                                 | Sudafrica                                                             | Amichevole                                                            | -                                                                     | Cap.                                                                  |
| 8-9-2007                                                              | Glasgow                                                               | Scozia                                                                | 3 – 1                                                                 | Lituania                                                              | Qual. Euro 2008                                                       | -                                                                     | Cap.                                                                  |
| 12-9-2007                                                             | Parigi                                                                | Francia                                                               | 0 – 1                                                                 | Scozia                                                                | Qual. Euro 2008                                                       | -                                                                     | 24’ 26’                                                               |
| 17-10-2007                                                            | Tbilisi                                                               | Georgia                                                               | 2 – 0                                                                 | Scozia                                                                | Qual. Euro 2008                                                       | -                                                                     |                                                                       |
| 17-11-2007                                                            | Glasgow                                                               | Scozia                                                                | 1 – 2                                                                 | Italia                                                                | Qual. Euro 2008                                                       | -                                                                     |                                                                       |
| 26-3-2008                                                             | Glasgow                                                               | Scozia                                                                | 1 – 1                                                                 | Croazia                                                               | Amichevole                                                            | -                                                                     |                                                                       |
| 30-5-2008                                                             | Praga                                                                 | Rep. Ceca                                                             | 3 – 1                                                                 | Scozia                                                                | Amichevole                                                            | -                                                                     |                                                                       |
| 20-8-2008                                                             | Glasgow                                                               | Scozia                                                                | 0 – 0                                                                 | Irlanda del Nord                                                      | Amichevole                                                            | -                                                                     | 69’                                                                   |
| 6-9-2008                                                              | Skopje                                                                | Macedonia                                                             | 1 – 0                                                                 | Scozia                                                                | Qual. Mondiali 2010                                                   | -                                                                     |                                                                       |
| 10-9-2008                                                             | Reykjavík                                                             | Islanda                                                               | 1 – 2                                                                 | Scozia                                                                | Qual. Mondiali 2010                                                   | -                                                                     |                                                                       |
| 11-10-2008                                                            | Glasgow                                                               | Scozia                                                                | 0 – 0                                                                 | Norvegia                                                              | Qual. Mondiali 2010                                                   | -                                                                     | Cap.                                                                  |
| 28-3-2009                                                             | Amsterdam                                                             | Paesi Bassi                                                           | 3 – 0                                                                 | Scozia                                                                | Qual. Mondiali 2010                                                   | -                                                                     |                                                                       |
| 1-4-2009                                                              | Glasgow                                                               | Scozia                                                                | 2 – 1                                                                 | Islanda                                                               | Qual. Mondiali 2010                                                   | -                                                                     |                                                                       |
| 12-8-2009                                                             | Oslo                                                                  | Norvegia                                                              | 0 – 0                                                                 | Scozia                                                                | Qual. Mondiali 2010                                                   | -                                                                     | Cap.                                                                  |
| 5-9-2009                                                              | Glasgow                                                               | Scozia                                                                | 2 – 0                                                                 | Macedonia                                                             | Qual. Mondiali 2010                                                   | -                                                                     | Cap.                                                                  |
| 9-9-2009                                                              | Glasgow                                                               | Scozia                                                                | 0 – 2                                                                 | Paesi Bassi                                                           | Qual. Mondiali 2010                                                   | -                                                                     | Cap. 55’                                                              |
| 14-11-2009                                                            | Cardiff                                                               | Galles                                                                | 3 – 0                                                                 | Scozia                                                                | Amichevole                                                            | -                                                                     | Cap.                                                                  |
| 3-3-2010                                                              | Glasgow                                                               | Scozia                                                                | 1 – 0                                                                 | Rep. Ceca                                                             | Amichevole                                                            | -                                                                     | Cap. 83’                                                              |
| 11-8-2010                                                             | Solna                                                                 | Svezia                                                                | 3 – 0                                                                 | Scozia                                                                | Amichevole                                                            | -                                                                     | Cap.                                                                  |
| 3-9-2010                                                              | Kaunas                                                                | Lituania                                                              | 0 – 0                                                                 | Scozia                                                                | Qual. Euro 2012                                                       | -                                                                     | Cap.                                                                  |
| 7-9-2010                                                              | Glasgow                                                               | Scozia                                                                | 2 – 1                                                                 | Liechtenstein                                                         | Qual. Euro 2012                                                       | -                                                                     | Cap.                                                                  |
| 8-10-2010                                                             | Praga                                                                 | Rep. Ceca                                                             | 1 – 0                                                                 | Scozia                                                                | Qual. Euro 2012                                                       | -                                                                     | Cap.                                                                  |
| 12-10-2010                                                            | Glasgow                                                               | Scozia                                                                | 2 – 3                                                                 | Spagna                                                                | Qual. Euro 2012                                                       | -                                                                     | Cap.                                                                  |
| 16-11-2010                                                            | Aberdeen                                                              | Scozia                                                                | 3 – 0                                                                 | Fær Øer                                                               | Amichevole                                                            | -                                                                     | Cap. 68’                                                              |
| 3-9-2011                                                              | Glasgow                                                               | Scozia                                                                | 2 – 2                                                                 | Rep. Ceca                                                             | Qual. Euro 2012                                                       | 1                                                                     | Cap.                                                                  |
| 6-9-2011                                                              | Glasgow                                                               | Scozia                                                                | 1 – 0                                                                 | Lituania                                                              | Qual. Euro 2012                                                       | -                                                                     | Cap.                                                                  |
| 8-10-2011                                                             | Vaduz                                                                 | Liechtenstein                                                         | 0 – 1                                                                 | Scozia                                                                | Qual. Euro 2012                                                       | -                                                                     | Cap.                                                                  |
| 11-10-2011                                                            | Alicante                                                              | Spagna                                                                | 3 – 1                                                                 | Scozia                                                                | Qual. Euro 2012                                                       | -                                                                     | Cap. 70’ 85’                                                          |
| 11-11-2011                                                            | Larnaca                                                               | Cipro                                                                 | 1 – 2                                                                 | Scozia                                                                | Amichevole                                                            | -                                                                     | Cap. 63’                                                              |
| 12-10-2012                                                            | Cardiff                                                               | Galles                                                                | 2 – 1                                                                 | Scozia                                                                | Qual. Mondiali 2014                                                   | -                                                                     | Cap.                                                                  |
| 16-10-2012                                                            | Bruxelles                                                             | Belgio                                                                | 2 – 0                                                                 | Scozia                                                                | Qual. Mondiali 2014                                                   | -                                                                     | Cap.                                                                  |
| 14-11-2012                                                            | Lussemburgo                                                           | Lussemburgo                                                           | 1 – 2                                                                 | Scozia                                                                | Amichevole                                                            | -                                                                     | Cap.                                                                  |
| 5-3-2014                                                              | Varsavia                                                              | Polonia                                                               | 0 – 1                                                                 | Scozia                                                                | Amichevole                                                            | -                                                                     | 46’                                                                   |
| 7-9-2014                                                              | Dortmund                                                              | Germania                                                              | 2 – 1                                                                 | Scozia                                                                | Qual. Euro 2016                                                       | -                                                                     | Cap. 58’                                                              |
| 14-10-2014                                                            | Varsavia                                                              | Polonia                                                               | 2 – 2                                                                 | Scozia                                                                | Qual. Euro 2016                                                       | -                                                                     | 71’                                                                   |
| 14-11-2014                                                            | Glasgow                                                               | Scozia                                                                | 1 – 0                                                                 | Irlanda                                                               | Qual. Euro 2016                                                       | -                                                                     | 88’                                                                   |
| 18-11-2014                                                            | Glasgow                                                               | Scozia                                                                | 1 – 3                                                                 | Inghilterra                                                           | Amichevole                                                            | -                                                                     | 46’                                                                   |
| 25-3-2015                                                             | Glasgow                                                               | Scozia                                                                | 1 – 0                                                                 | Irlanda del Nord                                                      | Amichevole                                                            | -                                                                     | Cap.                                                                  |
| 5-6-2015                                                              | Edimburgo                                                             | Scozia                                                                | 1 – 0                                                                 | Qatar                                                                 | Amichevole                                                            | -                                                                     | 59’                                                                   |
| 8-10-2015                                                             | Glasgow                                                               | Scozia                                                                | 2 – 2                                                                 | Polonia                                                               | Qual. Euro 2016                                                       | -                                                                     | 74’                                                                   |
| 11-10-2015                                                            | Loulé                                                                 | Gibilterra                                                            | 0 – 6                                                                 | Scozia                                                                | Qual. Euro 2016                                                       | -                                                                     | 63’                                                                   |
| 24-3-2016                                                             | Praga                                                                 | Rep. Ceca                                                             | 0 – 1                                                                 | Scozia                                                                | Amichevole                                                            | -                                                                     | Cap.                                                                  |
| 29-5-2016                                                             | Ta' Qali                                                              | Italia                                                                | 1 – 0                                                                 | Scozia                                                                | Amichevole                                                            | -                                                                     | Cap.                                                                  |
| 4-6-2016                                                              | Longeville-lès-Metz                                                   | Francia                                                               | 3 – 0                                                                 | Scozia                                                                | Amichevole                                                            | -                                                                     | Cap.                                                                  |
| 4-9-2016                                                              | Ta' Qali                                                              | Malta                                                                 | 1 – 5                                                                 | Scozia                                                                | Qual. Mondiali 2018                                                   | -                                                                     | Cap.                                                                  |
| 8-10-2016                                                             | Glasgow                                                               | Scozia                                                                | 1 – 1                                                                 | Lituania                                                              | Qual. Mondiali 2018                                                   | -                                                                     | Cap. 46’                                                              |
| 11-10-2016                                                            | Trnava                                                                | Slovacchia                                                            | 3 – 0                                                                 | Scozia                                                                | Qual. Mondiali 2018                                                   | -                                                                     | Cap. 64’                                                              |
| 11-11-2016                                                            | Londra                                                                | Inghilterra                                                           | 3 – 0                                                                 | Scozia                                                                | Qual. Mondiali 2018                                                   | -                                                                     | Cap.                                                                  |
| 22-3-2017                                                             | Edimburgo                                                             | Scozia                                                                | 1 – 1                                                                 | Canada                                                                | Amichevole                                                            | -                                                                     | Cap.                                                                  |
| 5-10-2017                                                             | Glasgow                                                               | Scozia                                                                | 1 – 0                                                                 | Slovacchia                                                            | Qual. Mondiali 2018                                                   | -                                                                     | Cap. 79’                                                              |
| 8-10-2017                                                             | Lubiana                                                               | Slovenia                                                              | 2 – 2                                                                 | Scozia                                                                | Qual. Mondiali 2018                                                   | -                                                                     | Cap.                                                                  |
| Totale                                                                |                                                                       | Presenze (4º posto)                                                   | 80                                                                    |                                                                       | Reti                                                                  | 5                                                                     |                                                                       |

## Palmarès

### Competizioni nazionali
- Community Shield: 6

Manchester United: 2003, 2007, 2008, 2010, 2011, 2013
- Coppa d'Inghilterra: 1

Manchester United: 2003-2004
- Coppa di Lega inglese: 3

Manchester United: 2005-2006, 2008-2009, 2009-2010
- Campionato inglese: 5

Manchester United: 2006-2007, 2007-2008, 2008-2009, 2010-2011, 2012-2013

### Competizioni internazionali
- UEFA Champions League: 1

Manchester United: 2007-2008
- Coppa del mondo per club: 1

Manchester United: 2008